# Såkevaratj
Såkevaratj este o arie protejată (arie specială de conservare — SAC, sit de importanță comunitară — SCI) din Suedia întinsă pe o suprafață de 7.200,4 ha, integral pe uscat.

## Localizare
Centrul sitului Såkevaratj este situat la coordonatele 66°29′08″N 19°26′28″E / 66.4856°N 19.4412°E.

## Înființare
Situl Såkevaratj a fost declarat sit de importanță comunitară în decembrie 1995 pentru a proteja 3 specii de plante și 1 specie de animale. Situl a fost protejat și ca arie specială de conservare în decembrie 2009.

## Biodiversitate
Situată în ecoregiunile alpină și boreală, aria protejată conține 10 habitate naturale: Izvoare fino-scandinave și mlaștini produse de izvoare bogate în minerale, Taiga vestică, Mlaștini împădurite, Păduri fino-scandinave bogate în ierburi cu Picea abies, Turbării Aapa, Cursuri de apă de la nivel de câmpie la nivel montan, cu vegetație Ranunculion fluitantis și Callitricho-Batrachion, Lacuri și iazuri distrofice naturale, Păduri de conifere pe eskere fluvioglaciare sau legate la acestea, Mlaștini turboase de tranziție și turbării mișcătoare, Păduri caducifoliate de mlaștină fino-scandinave.
La baza desemnării sitului se află mai multe specii protejate:
- plante (3): Hamatocaulis vernicosus, Ranunculus lapponicus, ochii-șoricelului (Saxifraga hirculus)
- mamifere (1): râs eurasiatic (Lynx lynx)